# Nthochi
L'nthochi és un pa de plàtan que forma part de la gastronomia de Malawi. És una preparació a base de plàtans madurs triturats i barrejats amb mantega, sucre, farina, ous i llevat. Es cou normalment en llaunes de forma rectangular, que li donen la forma característica, i es serveix tallat en llesques gruixudes.
És d'allò més comú en les darreries malawianes: és habitual a tot el país o bé farcit com a postres, o bé com a part d'un berenar dolç, o fins i tot com a esmorzar. En alguns indrets es cuina amb sucre de palma, mentre que en d'altres es substitueix una fracció de la farina normal per farina de cacauet (nsinjiro) o es fa servir oli de coco en comptes de mantega.